# Club Baloncesto Estudiantes
El Club Baloncesto Estudiantes és un equip de bàsquet, de la ciutat de Madrid. Va ser fundat l'any 1948.

## Història
Va ser fundat l'any 1948. En el curs 1947-48, un grup d'alumnes de l'Institut Ramiro de Maeztu va inscriure en la Federació Castellana de bàsquet un equip amb el nom de Ramiro de Maeztu en tercera divisió, i un any més tard, en el curs 1948-49 es va constituir formalment l'«Estudiantes», sota els auspicis i el suport decisiu d'Antonio Magariños, catedràtic i cap d'estudis de l'Institut, i es van inscriure amb aquest nom dos equips. Antonio Magariños va ser el primer president del club.
Jugant en les pistes d'aquest institut, amb gran nombre d'equips de totes les categories des d'alevins a júniors, la pedrera del club ha donat com fruit durant tota la seva història molts grans jugadors i entrenadors del bàsquet espanyol. Entre ells hi ha Fernando Martín Espina, Alberto Herreros, Antonio Diaz-Miguel, Aíto García Reneses, Pepu Hernández, Jesús Codina, Vicente Ramos, Juan Antonio Martínez Arroyo, Gonzalo Sagi-Vela, Vicente Gil, Carlos Jiménez o Nacho Azofra, per citar només alguns exemples.
La temporada 1947-1948 queda subcampió de Tercera i ascendeix a la Segona categoria. La temporada 1948-1949 ascendeix de Segona a Primera i en la 1949-1950 arriba a la màxima categoria existent llavors. La primera lliga espanyola de bàsquet, organitzada per la Federació Espanyola de Bàsquet, es va disputar l'any 1957 amb sis equips: Aismalíbar de Montcada, FC Barcelona, Estudiantes, Joventut de Badalona, Orillo Verde de Sabadell i Reial Madrid. Estudiantes és un dels tres únics clubs espanyols que han mantingut la màxima categoria en competició espanyola.
Estudiantes ha estat quatre vegades subcampió de la lliga espanyola i tres vegades campió de la Copa. Des de 1986 ha participat regularment en competicions europees. Estudiantes va jugar la final a quatre de la Lliga Europea a Istanbul en 1992 i va ser subcampió de la Copa Korac en 1999
El Club Estudiantes és un dels dos únics clubs de bàsquet espanyol amb equips en les dues més altes competicions nacionals, masculina i femenina.
Destaca també la seva imaginativa afició, coneguda com "La Demència", que animen al seu equip constantment i que fan de l'humor i la ironia una forma de veure el bàsquet. La Demència ha rebut fins i tot reconeixements oficials. L'afició estudiantil en gran manera considera viable la filosofia de mantenir a Estudiantes com a equip "de pati de col·legi", l'origen del club, àdhuc dintre d'un bàsquet cada vegada més professionalitzat.
La temporada 2005/06 l'assistència mitjana d'espectadors al Madrid Arena va anar durant la lliga regular va anar de 7.062 espectadors. Estudiantes va ser el quart equip en aquest apartat després de l'Unicaja Màlaga, Reial Madrid i TAU Vitòria.
L'any 2005 es va realitzar una ampliació de capital, posant a la venda accions de la Societat Anònima Esportiva que sustenta l'equip de lliga ACB del club per 6 euros cadascuna, amb l'objectiu de finançar el club i fomentar la participació del major nombre d'afeccionats en la propietat del club. El club està organitzat en la Societat Anònima Esportiva (SAD) que s'ocupa de l'equip en lliga ACB, el club pròpiament dit, que s'ocupa del planter i els equips i activitats esportives i d'una Fundació.
Tot i que a la temporada 2011-2012, ocupà una plaça de descens a la lliga LEB Oro, finalment va romandre a la lliga ACB, mantenint-se fins a l'any 2021, com un dels tres únics clubs que ha militat sempre a la màxima divisió del bàsquet estatal.

## Historial a la lliga

### Historial a la lliga espanyola
| - 1956-1957 Primera Divisió : 5 - 1957-1958 Primera Divisió : 5 - 1958-1959 Primera Divisió : 6 - 1959-1960 Primera Divisió : 10 - 1960-1961 Primera Divisió : 7 - 1961-1962 Primera Divisió : 3 - 1962-1963 Primera Divisió : 2 - 1963-1964 Primera Divisió : 5 - 1964-1965 Primera Divisió : 4 |  | - 1965-1966 Primera Divisió : 6 - 1966-1967 Primera Divisió : 3 - 1967-1968 Primera Divisió : 2 - 1968-1969 Primera Divisió : 5 - 1969-1970 Primera Divisió : 5 - 1970-1971 Primera Divisió : 8 - 1971-1972 Primera Divisió : 5 - 1972-1973 Primera Divisió : 4 - 1973-1974 Primera Divisió : 4 | - 1974-1975 Primera Divisió : 7 - 1975-1976 Primera Divisió : 4 - 1976-1977 Primera Divisió : 6 - 1977-1978 Primera Divisió : 7 - 1978-1979 Primera Divisió : 4 - 1979-1980 Primera Divisió : 8 - 1980-1981 Primera Divisió : 2 - 1981-1982 Primera Divisió : 11 - 1982-1983 Primera Divisió : 10 |

### Historial a la Lliga ACB
| - 1983-1984 Lliga ACB: 13 - 1984-1985 Lliga ACB: 7 - 1985-1986 Lliga ACB: 5 - 1986-1987 Lliga ACB: 5 - 1987-1988 Lliga ACB: 5 - 1988-1989 Lliga ACB: 10 - 1989-1990 Lliga ACB: 4 - 1990-1991 Lliga ACB: 3 | - 1991-1992 Lliga ACB: 3 - 1992-1993 Lliga ACB: 4 - 1993-1994 Lliga ACB: 4 - 1994-1995 Lliga ACB: 7 - 1995-1996 Lliga ACB: 3 - 1996-1997 Lliga ACB: 3 - 1997-1998 Lliga ACB: 5 - 1998-1999 Lliga ACB: 4 | - 1999-2000 Lliga ACB: 3 - 2000-2001 Lliga ACB: 6 - 2001-2002 Lliga ACB: 4 - 2002-2003 Lliga ACB: 4 - 2003-2004 Lliga ACB: 2 - 2004-2005 Lliga ACB: 4 - 2005-2006 Lliga ACB: 8 - 2006-2007 Lliga ACB: 9 |

| Temporada         | Categoria | Posició | Balanç | Play-offs       | Copa            |
| Temporada 2007-08 | ACB       | 14a     | 12-22  | -               |                 |
| Temporada 2008-09 | ACB       | 13a     | 11-21  | -               |                 |
| Temporada 2009-10 | ACB       | 7a      | 19-15  | Quarts de final |                 |
| Temporada 2010-11 | ACB       | 12a     | 16-18  | -               |                 |
| Temporada 2011-12 | ACB       | 17a     | 11-23  | -               | -               |
| Temporada 2012-13 | ACB       | 12a     | 15-19  | -               | Quarts de final |
| Temporada 2013-14 | ACB       | 16a     | 12-22  | -               |                 |

### Historial en competicions europees (fins a 2007)
- 1973-74: Debut europeu en competicions oficials, a la Recopa. Semifinalista.
- 1975-76: Recopa. Semifinalista.
- 1986-1987: Copa Korac: Lligueta de quarts de Final
- 1987-1988: Copa Korac: Lligueta de quarts de Final
- 1988-1989: Copa Korac: Lligueta de quarts de Final
- 1989-1990: No participa
- 1990-1991: Copa Korac: Quarts de Final
- 1991-1992: Eurolliga: Quart Classificat
- 1992-1993: Eurolliga: Lligueta de Vuitens de Final
- 1993-1994: Copa Korac: Lligueta de Vuitens de Final
- 1994-1995: Copa Korac: Lligueta de Vuitens de Final
- 1995-1996: Copa Korac: Lligueta de Vuitens de Final
- 1996-1997: Eurolliga: Vuitens de Final
- 1997-1998: Eurolliga: Vuitens de Final
- 1998-1999: Copa Korac: Subcampió
- 1999-2000: Copa Korac: Semifinalista
- 2000-2001: Eurolliga: Vuitens de Final
- 2001-2002: Copa Saporta: Vuitens de Final
- 2002-2003: Copa ULEB: Semifinalista
- 2003-2004: Copa ULEB: Semifinalista
- 2004-2005: Eurolliga: Primera ronda
- 2005-2006: Copa ULEB: Primera ronda
- 2006-2007: FIBA EuroCup: Semifinalista, Final entre Quatre

## Palmarès

### Palmarès competicions europees
- Eurolliga. Ha sigut un cop semifinalista, jugant la "Final Four": 
  - 1991-1992 davant el Club Joventut de Badalona (91-69, Istanbul)
- Recopa: 
  - Dues vegades semifinalista (1974, 1976)
- Copa Korac. Ha estat una vegada subcampió:
  - 1998-1999 davant el FC Barcelona (93-77, Madrid y 97-70, Barcelona)
- FIBA EuroCup
  - 2006-2007: Semifinalista "Final Four".

### PalmarèsCopa
- Ha estat 3 vegades campió :

- 1962-1963 enfront del Reial Madrid (94-90), Sant Sebastià)
- 1991-1992 enfront del CAI Zaragoza (61-56), Granada)
- 1999-2000 enfront del Pamesa València (63-73), Vitòria)

- Ha estat 4 vegades subcampió :

- 1961-1962 enfront del Reial Madrid (80-66), Barcelona)
- 1972-1973 enfront del Reial Madrid (123-79), València)
- 1974-1975 enfront del Reial Madrid (114-85), Jaén)
- 1990-1991 enfront del FC Barcelona (67-65), Saragossa)

### Altres trofeus nacionals
- Copa Príncep d'Astúries de bàsquet. Ha estat una vegada campió :
  - 1985-1986 enfront del Cacaolat Granollers (89-82, L'Alcora, Castelló)

## Plantilla

### Plantilles anteriors
- Plantilla 2007-2008